# (38552) 1999 VD66
1999 VD66 (asteroide 38552) é um asteroide da cintura principal. Possui uma excentricidade de 0.10046520 e uma inclinação de 12.14350º.
Este asteroide foi descoberto no dia 4 de novembro de 1999 por LINEAR em Socorro.